# Jan Bastick

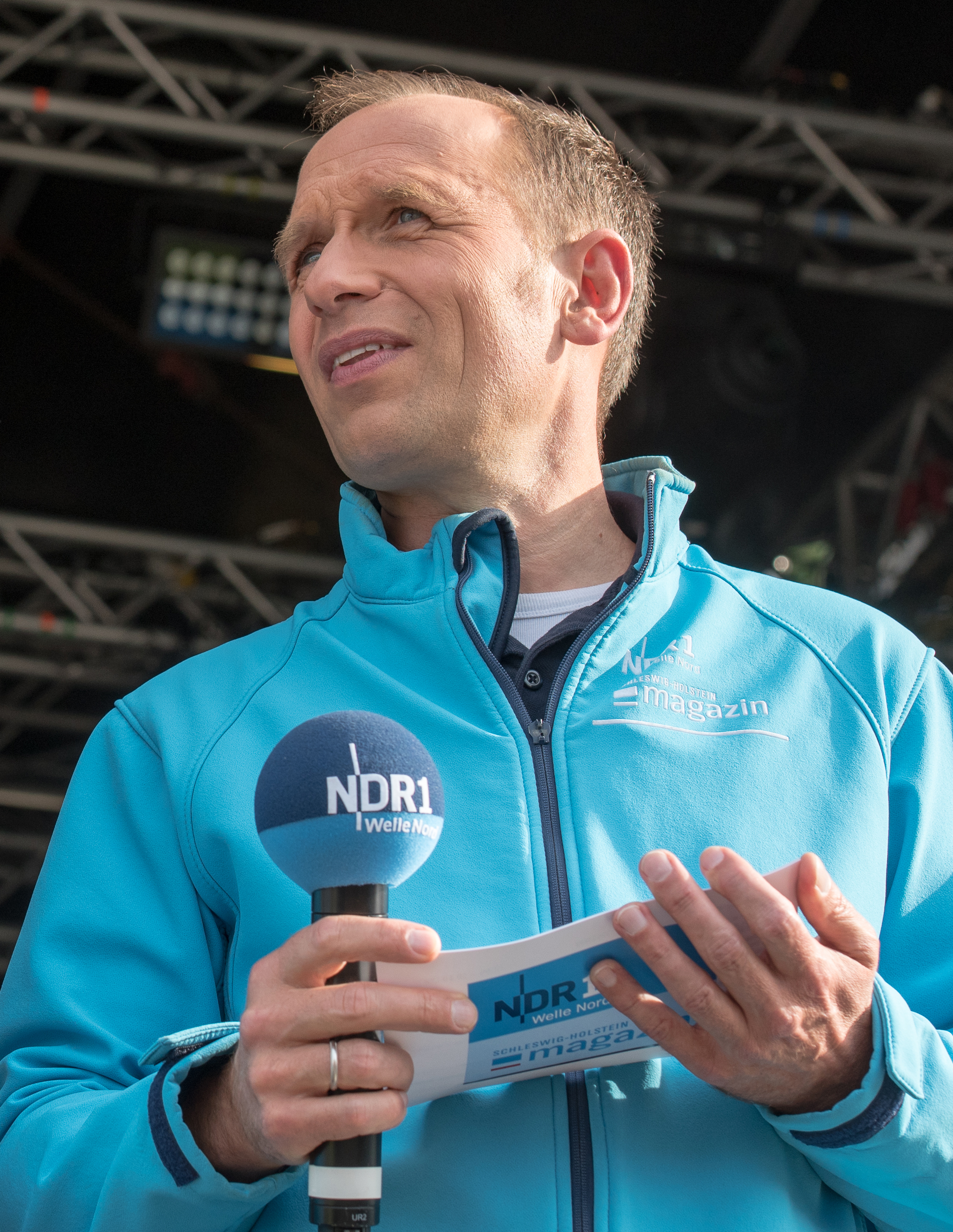
Jan Bastick bei der NDR 1 Welle Nord Sommertour 2017

Jan Bastick (* 2. November 1968 in Hamburg) ist ein deutscher Radiomoderator, der bei NDR 1 Welle Nord die werktägliche Vormittagssendung Moin – Schleswig-Holstein Mittendrin  von 10.00 bis 15.00 Uhr moderiert.

## Karriere
Nach dem Abitur absolvierte Bastick eine Ausbildung zum Bankkaufmann bei der Hamburger Sparkasse. Anschließend wurde er für 2 Jahre Zeitsoldat bei der Marine. Nach Beendigung der Bundeswehrzeit studierte er an der Hochschule Hamburg Geschichte und Politik.

### Radio Hamburg
Noch während des Studiums begann Bastick als freier Mitarbeiter und Moderator bei Radio Hamburg zu arbeiten. 1995 begann er bei dem Sender ein Volontariat und schloss dieses 1997 ab. 1998 bekam er bei Radio Hamburg eine tägliche, eigene Show am Nachmittag von 14 Uhr bis 19 Uhr, die er bis Juli 2010 moderierte. Bastick war zudem mehrfach Mit-Moderator des Oster-Mega-Hit-Marathons.

### NDR 1 Welle Nord
Im August 2010 wechselte Bastick zu NDR 1 Welle Nord nach Schleswig-Holstein. Hier moderierte er zunächst ebenfalls die tägliche Nachmittagssendung. Von August 2012 bis August 2017 war Bastick Moderator der Mehr Spaß am Morgen Show. Zum September 2017 wechselte Bastick in die Vormittagssendung, die er bis Mai 2019 zusammen mit Maja Herzbach moderiert hat. Seitdem moderiert er alleine die Show von 10 Uhr bis 15 Uhr. Die Morgensendung wurde von Horst Hoof übernommen.

## Sonstiges
Bastick ist verheiratet und hat 3 Kinder.
Am 3. Januar 2016 war Jan Bastick Kandidat in der NDR-Quizshow mit Jörg Pilawa.